# Кубок світу з біатлону 2018—2019, змішана естафета
Залік змішаних естафет у рамках Кубку світу з біатлону сезону 2018—19 складається з 6 гонок, що проходитимуть упродовж двох етапів та чемпіонату світу. Перші з цих гонок відбулися 2 грудня 2018 року в Поклюціі, остання відбудеться у березні в Естерсунді в рамках чемпіонату світу. Із запланованих гонок три проходять у звичному форматі з участю двох жінок і двох чоловіків від кожної команди. Три гонки проводяться за форматом одиночної змішаної естафети.

## Чільні три команди сезону 2017–18
| Медаль  | Команда   | Очки |
| ------- | --------- | ---- |
| Золото: | Німеччина | 228  |
| Срібло: | Франція   | 220  |
| Бронза: | Італія    | 169  |

## Переможці та призери етапів
| Гонки:                                                 | Золото:                                                                                   | Час                                                       | Срібло:                                                                 | Час                                                       | Бронза:                                                                                   | Час                                                       |
| Одиночна змішана естафета — Поклюка                    | Норвегія Текла Брун-Лі Ларс Хегле Біркеланд                                               | 38:26.7 (0-0) (0-2) (0-0) (0-1) (0-0) (0-0) (1-0) (0-0)   | Австрія Ліза Тереза Гаузер Зімон Едер                                   | 38:35.2 (0-1) (0-2) (0-0) (0-1) (0-0) (0-0)               | Україна Анастасія Меркушина Артем Тищенко                                                 | 38:47.4 (0-0) (0-0) (0-0) (0-1)                           |
| Змішана естафета — Поклюка                             | Франція Анаїс Бескон Жустін Бреза Мартен Фуркад Сімон Детьє                               | 1:10:02.8 (0-2) (0-0) (0-1) (0-0) (0-0) (0-0) (0-0) (0-2) | Швейцарія Еліза Гаспарен Лена Гекі Беньямін Веґер Джеремі Фінелло       | 1:10:41.5 (0-1) (0-2) (0-0) (0-3) (0-0) (0-0) (0-1) (0-2) | Італія Ліза Віттоцці Доротея Вірер Домінік Віндіш Лукас Гофер                             | 1:10:54.9 (0-0) (0-0) (0-2) (0-0) (1-3) (0-2) (0-0) (0-1) |
| Одиночна змішана естафета — Солт-Лейк-Сіті             | Італія Лукас Гофер Доротея Вірер                                                          | 35:27.9 (0+1) (0+1) (0+1) (0+0) (0+1) (0+1) (0+1) (0+0)   | Австрія Зімон Едер Ліза-Тереза Гаузер                                   | 35:50.8 (0+0) (0+1) (0+0) (0+1) (0+0) (0+0) (0+0) (0+0)   | Франція Антонен Гігонна Жулья Сімон                                                       | 36:18.1 (0+1) (0+2) (0+1) (0+0) (0+1) (1+3) (0+0) (0+0)   |
| Змішана естафета — Солт-Лейк-Сіті                      | Франція Кантен Фійон Майє Сімон Детьє Селья Емоньє Анаїс Шевальє                          | 1:03:51.4 (0+0) (0+0) (0+0) (0+1) (0+0) (0+2) (0+0) (0+0) | Німеччина Ерік Лессер Бенедікт Долль Франциска Гільдебранд Ванесса Гінц | 1:04:04.9 (0+1) (0+0) (0+1) (0+2) (0+0) (0+0) (0+1) (0+1) | Норвегія Ветле Шостад Крістіансен Йоганнес Тінгнес Бо Тіріль Екгофф Марте Олсбю Ройселанд | 1:04:53.6 (0+0) (0+2) (0+0) (0+0) (0+3) (1+3) (0+0) (1+3) |
| Чемпіонат світу. Змішана естафета — Естерсунд          | Норвегія Марте Олсбю Ройселанд Тіріль Екгофф Йоганнес Тінгнес Бо Ветле Шостад Крістіансен | 1:17:41.4 (0+1) (0+1) (0+2) (0+1) (0+0) (0+2) (0+0) (0+0) | Німеччина Ванесса Гінц Денізе Геррманн Арнд Пайффер Бенедикт Долль      | 1:17:54.5 (0+0) (0+2) (0+0) (0+3) (0+1) (0+1) (0+0) (0+2) | Італія Ліза Віттоцці Доротея Вірер Лукас Гофер Домінік Віндіш                             | 1:18:51.0 (0+0) (0+0) (0+2) (0+2) (0+2) (0+3)             |
| Чемпіонат світу. Одиночна змішана естафета — Естерсунд | Норвегія Марте Олсбю Ройселанд Йоганнес Бо Марте Олсбю Ройселанд Йоганнес Бо              | 35:43.2 (0+1) (0+1) (0+0) (0+3) (0+1) (0+0) (0+0) (0+0)   | Італія Доротея Вірер Лукас Гофер Доротея Вірер Лукас Гофер              | +13.4 (0+1) (0+0) (0+0) (0+2) (0+0) (0+1)                 | Швеція Ганна Еберг Себастьян Самуельссон Ганна Еберг Себастьян Самуельссон                | +20.0 (0+2) (0+0) (0+1) (0+2) (0+1) (0+0) (0+1) (0+1)     |

## Поточна таблиця
| #  | Команда        | ПОК | ПОК ОЗЕ | СЛС | СЛС ОЗЕ | ЕСТ | ЕСТ ОЗЕ | Загалом |
| -- | -------------- | --- | ------- | --- | ------- | --- | ------- | ------- |
| 1  | Норвегія       | 38  | 60      | 48  | 40      | 60  | 60      | 306     |
| 2  | Франція        | 60  | 43      | 60  | 48      | 34  | 36      | 281     |
| 3  | Італія         | 48  | 26      | 30  | 60      | 48  | 54      | 266     |
| 4  | Німеччина      | 36  | 34      | 54  | 43      | 54  | 43      | 264     |
| 5  | Швеція         | 34  | 40      | 40  | 36      | 40  | 48      | 238     |
| 6  | Росія          | 43  | 36      | 36  | 30      | 43  | 38      | 226     |
| 7  | Австрія        | 25  | 54      | 34  | 54      | 24  | 34      | 225     |
| 8  | Україна        | 32  | 48      | 27  | 38      | 36  | 40      | 221     |
| 9  | Швейцарія      | 54  | 22      | 43  | 26      | 30  | 27      | 202     |
| 10 | Чехія          | 27  | 31      | 38  | 24      | 38  | 32      | 190     |
| 11 | Канада         | 31  | 38      | 29  | 29      | 25  | 26      | 178     |
| 12 | Естонія        | 24  | 24      | 32  | 34      | 27  | 30      | 171     |
| 13 | Японія         | 18  | 32      | 28  | 31      | 26  | 24      | 159     |
| 14 | Білорусь       | 29  | 25      | 22  | 28      | 28  | 25      | 157     |
| 15 | США            | 26  | 16      | 31  | 27      | 22  | 28      | 150     |
| 16 | Болгарія       | 30  | 23      | 25  | 23      | 20  | 22      | 143     |
| 17 | Польща         | 22  | 27      |     | 32      | 32  | 18      | 131     |
| 18 | Казахстан      | 23  | 19      | 23  | 22      | 19  | 23      | 129     |
| 19 | Фінляндія      | 40  | 28      |     |         | 31  | 29      | 128     |
| 20 | Литва          | 21  | 17      | 24  | 20      | 17  | 16      | 115     |
| 21 | Словенія       |     | 30      | 26  | 25      | 16  | 15      | 112     |
| 22 | КНР            | 20  | 18      |     | 19      | 23  | 19      | 99      |
| 23 | Південна Корея | 19  | 20      |     |         | 21  | 21      | 81      |
| 24 | Латвія         |     | 29      |     |         | 18  | 31      | 78      |
| 25 | Словаччина     | 28  |         |     |         | 29  | 17      | 74      |
| 26 | Румунія        |     |         |     | 21      | 15  | 14      | 50      |
| 27 | Молдова        |     | 21      |     |         |     | 20      | 41      |
| 28 | Бельгія        |     |         |     |         |     | 13      | 13      |